# Паспортная марка

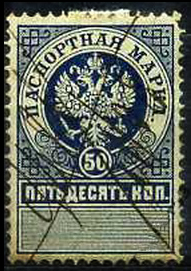
Паспортная марка Российской империи, 1895, 50 копеек

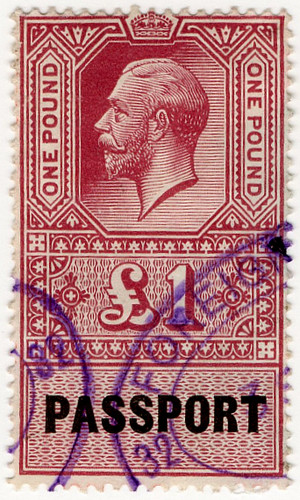
Британская паспортная марка, 1 фунт стерлингов

Паспортная марка — вид фискальных марок (или знаков обязательных сборов). Применяется в государствах, где действует паспортный режим. В России паспортные марки были в обращении в 1895—1897 годах.

## История
В Российской империи паспортные марки были введены Положением о видах на жительство 1894 года. Ими оплачивались паспортные пошлины лицами, получившими паспортные книжки, а равно сборы, установленные с отсрочек.
Паспортные марки были в один рубль и в 15, 35 и 50 копеек. Они изготовлялись в Экспедиции заготовления государственных бумаг и продавались на тех же основаниях, что и гербовые марки.
С уничтожением в 1897 году паспортных пошлин вышли из употребления и паспортные марки.
Известны также местные паспортные марки, например, Севастопольского градоначальника.

## Паспортные марки других стран

### Великобритания
Британские паспортные марки выпускались в первой половине XX века, во времена царствования Георга V (1910—1936). На марках присутствует портрет короля, указана стоимость (1 фунт стерлингов), и внизу чёрным цветом отпечатана надпись англ. «PASSPORT» («Паспорт»).

### Германия
В Германии не было общегосударственных паспортных марок, они выпускались местными полицейскими управлениями.

### Польша
В Польше паспортные марки применялись после 1945 года и до политической трансформации в 1989 году. Они имели различную стоимость: более низкую — при выдаче паспортных вкладышей и для студентов, более высокую (нормальную) — при оформлении обычных паспортов и для категорий работающих граждан. Процедура вклеивания марок в паспорт сначала была обязательной при получении документа в паспортном столе милиции. В последующие годы марки стали вклеивать только при пересечении гражданином польской границы.

Паспортные марки Польской Народной Республики
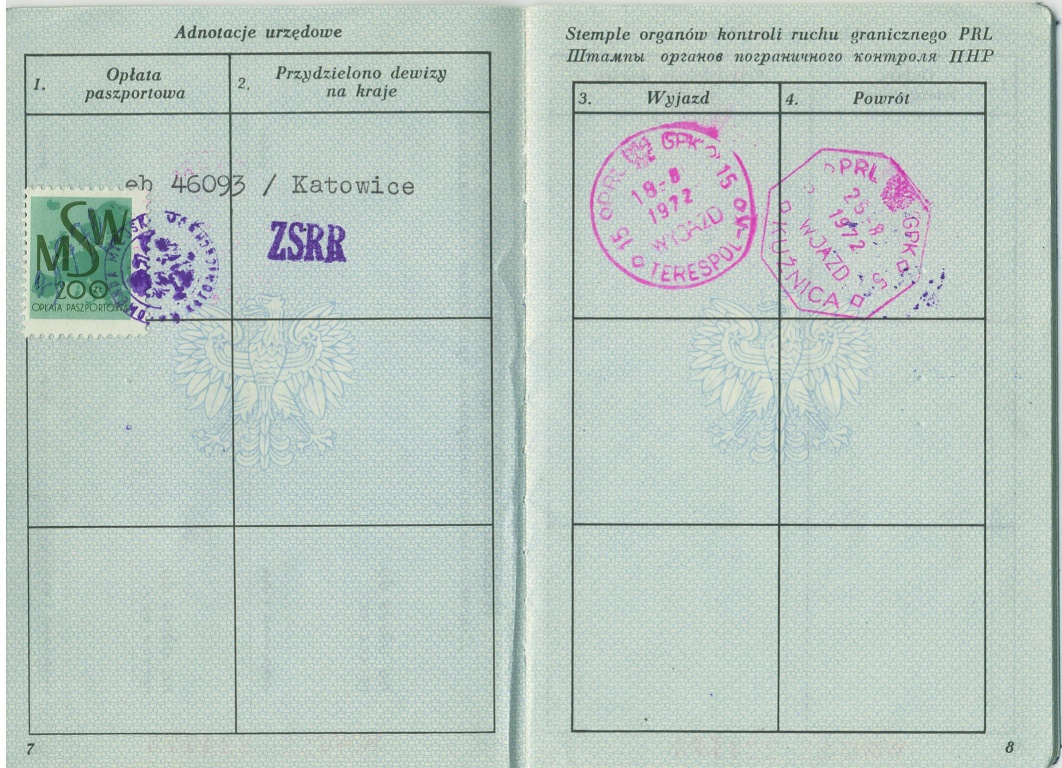
На паспортном вкладыше (1972, 200 злотых)
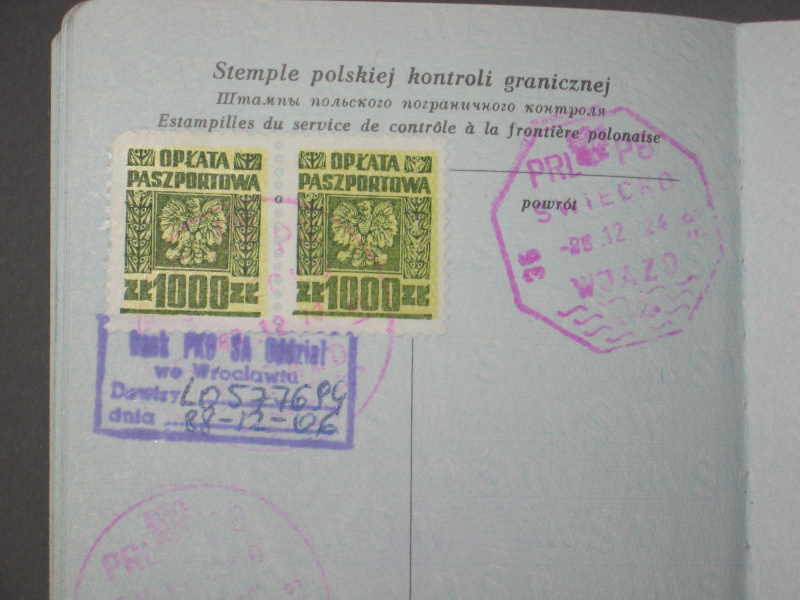
На паспорте (1988, 2 × 1000 злотых)